# Benquet
Benquet är en kommun i departementet Landes i regionen Nouvelle-Aquitaine i sydvästra Frankrike. Kommunen ligger i kantonen Mont-de-Marsan-Sud som tillhör arrondissementet Mont-de-Marsan. År 2022 hade Benquet 1 913 invånare.

## Befolkningsutveckling
Antalet invånare i kommunen Benquet
Referens:INSEE